# Hospital Penco-Lirquén
El Hospital Penco-Lirquén es un recinto hospitalario público chileno ubicado en la comuna de Penco, en la provincia de Concepción, Región del Biobío. Como su nombre compuesto lo indica, atiende también a la localidad de Lirquén, ubicada dentro del área comunal pencona. Es parte de la red hospitalaria del Servicio de Salud Talcahuano (SST), acreditado como un establecimiento de mediana complejidad y docente, debido a que mantiene convenios con fines académicos y de investigación con instituciones educativas que forman a profesionales de la salud.

## Historia

### sigloXX
El hospital comenzó sus funciones el 15 de febrero de 1961, habiendo sido sus dependencias inauguradas el año anterior, bajo la presidencia de Jorge Alessandri. En 1963 la compañía Vidrios Planos Lirquén S.A., hizo la donación de la primera y única ambulancia para el recinto médico.

### sigloXXI
Producto de un incendio en sus dependencias el año 2008, en marzo de 2010, durante el mandato de Sebastián Piñera, comenzaron los primeros estudios para la remodelación y reposición para un nuevo establecimiento de mayores dimensiones, luego del terremoto que afectó fuertemente a la región, permitiendo así atender de mejor manera a los pacientes locales, además de brindar apoyo y descongestionar el Hospital Clínico Regional Guillermo Grant Benavente de Concepción, disminuyendo así las derivaciones sanitarias. La obra comenzó a ejecutarse por etapas a partir de fines de 2013, siendo concluidas a fines de 2016, para finalmente haber sido reinaugurado el 15 de diciembre de 2017, por la ministra de salud de entonces, Carmen Castillo Taucher.

## Edificio y servicios
Con su ampliación y remodelación, pasó de tener 3 mil a 29 mil m² construidos, sumando las especialidades médicas de otorrinolaringología, oftalmología, psiquiatría y medicina interna, además de una sala de parto, dos pabellones para cirugías programadas de mediana complejidad y mayor atención odontológica.